# Rothman Ármin
Rothman Ármin (Nagycseb, 1860. október 30. – Budapest, 1932. július 19.) magyar fogorvos, egyetemi tanár.

## Élete
Rothman Eleázár kereskedő és Schvarcz Pepi fia. 1883-ban a Budapesti Tudományegyetemen szerzett orvosi diplomát. 1884 szeptemberétől három éven át tanársegédként dolgozott, majd fogászatot tanult Árkövy József intézetében. 1891-ben a fogak kór- és gyógytana című tárgykörből magántanári képesítést nyert. 1887 és 1932 között a budapesti Poliklinika főorvosa volt. A magyar fogászati szövettan úttörője, főleg a fogbéllobok kórszövettanával foglalkozott.
A Kozma utcai izraelita temetőben nyugszik.

## Családja
Házastársa Heller Olga volt, Heller Ármin kereskedő és Silberberg Johanna lánya, akit 1890. augusztus 20-án Budapesten vett nőül.
Gyermekei
- Rothman Klára (1892–1944). Férje dr. Beck Pál (1884–1969) gépészmérnök.[6]
- Rothman István (1894–1963) orvos, dermatológus. Felesége Manheim Irén (1895–?) orvos.[7]
- Rothman Katalin (1896–1913)
- Rothman Anna (1901–?). Férje dr. Földi Elek (1895–?) fogorvos.[8]

## Főbb művei
- Az izommagvakról. Budapest, 1885. (Értekezések a természettudományok köréből XV. 14. Dolgozatok a királyi magyar tudományegyetem élettani intézetéből II., bemutatta Jendrassik Jenő, Nagy Imre munkájával együtt.)
- Patho-Histologie der Zahnpulpa und Wurzelhaut (Stuttgart, 1889)
- Az orvosi mentés kézikönyve. Kiadta a Mentők Lapja szerkesztősége (Budapest, 1891, többekkel együtt)